# Nejlepší člověk
Nejlepší člověk je český film z roku 1954 v režii Václava Wassermana a Iva Nováka, v němž hlavní roli vytvořil Vlasta Burian.

## Děj
Městečko Pětice – přelom 19. a 20. století: všichni radní, i se starostou Bublichem (Václav Vydra), jsou samí maloměšťáci. Blíží se volby a celá městská rada se snaží voliče přesvědčit, aby volili jejich „Měšťanskou koalici“. Při předvolebním sezením starosta s obecním tajemníkem Cuknerem (Josef Kemr) představí nový plán: rozhlednu. Místní poštmistr Čeněk Plíšek (Vlasta Burian) hned na to udělá recesi. Pan Šerpán (Gustav Hilmar) s hodinářem Víchem (Jaroslav Mareš) se rozhodnou radní vyzkoušet, jestli si o sobě myslí, že jsou nejlepší lidé. Víchův kamarád ze Švýcarska pošle balík, který je určen pro nejlepšího člověka v Pěticích, s cenou 1000 švýcarských franků – 7000 českých korun. Plíšek jej ukáže radním a ti se hned začnou hádat, komu balíček patří. Po několik týdnů se hádají, dokonce s poperou v Besedě a začnou se nenávidět. Plíšek je přeložen do Paďous, nechal ho tam přeložit starosta. Před odjezdem však Plíšek balíček otevře, aby se nedostal do nesprávných rukou. Je tam váleček do fonografu, na němž Šerpán namluvil monolog o nejlepším člověku. Plíšek si to poslechl a každému z radních řekl, co tam je a ještě jim řekl, že ti druzí to nevědí. Dopadne to tak, že se radní zase poperou a opět Besedu zdemolují. Zasáhnou však zase hasiči. Nakonec Plíšek odjíždí s přítelem a poštovním zřízencem Chourou (Stanislav Neumann) do Paďous a je zvědavý na tamější městskou radu.

## Poznámka
Jde o druhý Burianův poválečný film, třicátý šestý v jeho kariéře a první poválečný, kde má hlavní roli. V této roli se přiblížil svým rolím předválečným a válečným.

## Obsazení
| Vlasta Burian      | poštmistr Čeněk Plíšek                    |
| Václav Vydra       | starosta Pětic Bublich                    |
| Jiřina Šejbalová   | Bublichová, starostova žena               |
| Věra Bublíková     | Otylka, dcera Bublichových                |
| Felix le Breux     | stavitel Josef Kopr, první radní          |
| Světla Svozilová   | Koprová, stavitelova žena                 |
| Lubomír Lipský     | Arnoštek, syn Koprových                   |
| Miloš Kopecký      | lékárník Valerián Kýla, radní             |
| Oldřich Musil      | velkouzenář Josef Kaněra, radní           |
| Jarmila Beránková  | Kaněrová, řezníkova žena                  |
| Josef Hlinomaz     | statkář Halaburda, radní                  |
| Darja Hajská       | Halaburdová, statkářova žena              |
| Stanislav Neumann  | listonoš Choura                           |
| Gustav Hilmar      | soukromník Šerpán, náhradní radní         |
| Josef Kemr         | obecní tajemník Cukner                    |
| Dana Medřická      | majitelka módního salonu Malvína Kolenatá |
| Jaroslav Mareš     | hodinář František Vích                    |
| Bohuš Hradil       | dělník na pile Marčan                     |
| Míla Myslíková     | švadlena Květa, Marčanova dcera           |
| Eman Fiala         | obecní strážník Truneček                  |
| Marie Svobodová    | babka s vkladní knížkou                   |
| Miroslav Homola    | číšník v Besedě Alois                     |
| Ladislav H. Struna | nájemce Besedy Špaček                     |
| Antonín Šůra       | účastník volební schůze                   |
| Alois Dvorský      | obrýlený děda                             |
| Josef Příhoda      | občan na ulici                            |
| Jiří Sovák         | občan na schůzi                           |
| Ota Motyčka        | nový poštmistr                            |
| Hermína Vojtová    | trafikantka Strnadová                     |
| Antonín Jedlička   | číšník                                    |
| Vladimír Řepa      | divák                                     |
| Vladimír Svitáček  | muž s knírem                              |
| Blažena Slavíčková | služka u Bublichů                         |

## Tvůrci a štáb
- Režie: Václav Wasserman, Ivo Novák
- Předloha: Václav Štech (povídka Nejlepší muž)
- Scénář: Josef Neuberg, František Vlček
- Kamera: Josef Střecha
- Vedoucí výroby: Jiří Pokorný
- Hudba: Julius Kalaš
- Nahrál: Filmový symfonický orchestr (řídil Milivoj Uzelac)
- Architekt: Karel Škvor, Alois Mecera
- Návrhy kostýmů: Fernand Vácha
- Kostýmy: Barbora Adolfová
- Zvuk: František Šindelář
- Střih: Miroslav Hájek
- Asistent kamery: Jiří Tarantík
- Masky: Gustav Hrdlička, František Novotný
- Asistent architekta: Luděk Škuta
- Výprava: Antonín Pašek
- Asistent režie: Bohumil Kouba, Dagmar Nováková
- Asistent střihu: Magda Hájková
- Zástupci vedoucího výroby: Václav Dobeš

## Produkční a technické údaje
- Pracovní název: Nejlepší člověk ve Fouňově
- Začátek natáčení: 6. září 1954
- Copyright: 1954
- Premiéra: 25. prosince 1954
- Výroba: Studio uměleckého filmu
- Distribuce: Rozdělovna filmů Československého státního filmu
- Barva: černobílý
- Jazyk: čeština
- Zvukový systém: mono
- Délka: cca 97 minut
- Ateliéry: Barrandov
- Exteriéry: Prachatice

## Zajímavosti
- Od své premiéry v prosinci 1954 až do 31.12.1975, kdy byl stažen z distribuce, vidělo film v českých kinech v rámci 14 288 představení celkem 2 695 530 diváků.[1]